# تپه عربان ۳
تپه عربان ۳ مربوط به هزاره سوم قبل از میلاد - سده ۸ تا ۱۰ ه.ق است و در شهرستان دورود، بخش سیلاخور، دهستان چالانچولان، ۳۷۰ متری جنوب روستای عربان واقع شده و این اثر در تاریخ ۸ بهمن ۱۳۸۵ با شمارهٔ ثبت ۱۷۰۹۶ به‌عنوان یکی از آثار ملی ایران به ثبت رسیده است.